# Characidium occidentale
Characidium occidentale es una especie de peces de la familia Crenuchidae en el orden de los Characiformes.

## Morfología
Los machos pueden llegar alcanzar los 4,8 cm de longitud total.

## Hábitat
Vive en zonas de clima tropical.

## Distribución geográfica
Se encuentran en Sudamérica: el Argentina y afluente s occidentales de la  cuenca del río Uruguay en Brasil.